# Mártires (departamento)
Mártires é um departamento da Argentina, localizado na província do Chubut.